# Thalamoporella rozieri
Thalamoporella rozieri är en mossdjursart som först beskrevs av Jean Victor Audouin 1826.  Thalamoporella rozieri ingår i släktet Thalamoporella och familjen Thalamoporellidae.
Artens utbredningsområde är Röda havet. Inga underarter finns listade i Catalogue of Life.